# تشی خاردار دورنگ
تشی خاردار دورنگ (نام علمی: Coendou bicolor)، گونه‌ای از جوندگان شب‌گرد و درختی از خانواده تشی‌های جهان جدید (Erethizontidae) است که در بولیوی، کلمبیا، اکوادور و پرو یافت می‌شود.